# Glaukofyter
Glaukofyter eller blåalger (Glaucophyta) är ett fylum encelliga alger som lever i sötvatten.. I likhet med såväl cyanobakterier och rödalger har glaukofyterna klorofyll a samt fykobiliproteiner.
Molekylärbiologiska studier visar att glaukofyterna är den första grenen på växternas stamträd. Glaukofyterna avvek tidigt; fossila fynd av glaukofyter från Prekambrium finns.
Kloroplasterna hos glaukofyterna (liksom hos övriga Plantae) anses härröra från cyanobakterier som tagits upp genom endosymbios. Till skillnad från övriga växter (rödalger och gröna växter) har kloroplasterna hos glaukofyterna kvar fler drag från cyanobakterierna. Till exempel har kloroplasterna fortfarande peptidoglykan mellan kloroplastmembranen. En annan arkeisk egenhet är att kloroplasterna (som kallas cyaneller) helt på egen hand kan tillverka alla delar till enzymet Rubisco. (Hos de högre växterna kodar cellkärnans DNA för en mindre del av enzymet medan kloroplastens DNA kodar för huvuddelen.)
Även hos glaukofyterna har viss reduktion av kloroplastens genom skett. Gener för ett antal funktioner har flyttats från endosymbionten (d.v.s. kloroplasten) till cellkärnan. Till exempel kodar cellkärnans DNA (inte kloroplastens DNA) för andningskedjans funktioner. Jämfört med högre växter (till exempel grönalger) har färre sådana flyttningar skett hos glaukofyterna.
Hos glaukofyterna finns två flageller (gissel), ett sidställt och ett toppställt.

## Systematik och fylogeni
Glaukofyterna har tidigare förts in hos både rödalger, grönalger och cyanobakterier, men nyare data har placerat gruppen som systergrupp till övriga växter i vid mening (rödalger + gröna växter).  Glaukofyter, rödalger och gröna växter ges då tillsammans ofta namnet Plantae (växter). Se till exempel Nationalnyckeln där glaukofyterna kallas Glaucocystophyta. På svenska används ibland namnet blåalger för gruppen. Totalt finns globalt 13 arter, samtliga limniska. Samtliga arter tillhör familjen Glaucocystaceae i ordningen Glaucocystales.
|  | Glaukofyter (Glaucophyta)                                                                                      |
|  | |
|  | \| \| Rödalger (Rhodophyta) \| \| \| \| \| \| Gröna växter (Viridiplantae; grönalger + landväxter) \| \| \| \| |
|  | |
|  | Rödalger (Rhodophyta)                                                                                          |
|  | |
|  | Gröna växter (Viridiplantae; grönalger + landväxter)                                                           |
|  | |

|  | Rödalger (Rhodophyta)                                |
|  |                                                      |
|  | Gröna växter (Viridiplantae; grönalger + landväxter) |
|  |                                                      |

## Ingående släkten
Glaukofyterna har idag relativt få släkten, men kan ha haft betydligt fler tidigare. Man räknar idag med ca 13 arter. Åtminstone följande släkten finns beskrivna:  Cyanophora, Cyanoptyche, Glaucocystis, Gloeochaete